# Étréchy (Cher)
Étréchy ist eine französische Gemeinde mit 410 Einwohnern (Stand: 1. Januar 2022) im Département Cher in der Region Centre-Val de Loire. Sie gehört zum Kanton Avord und zum Gemeindeverband Communauté de communes La Septaine. Die Einwohner werden Étréchyssois genannt.

## Geografie
Étréchy liegt im Berry etwa 26 Kilometer ostnordöstlich von Bourges. Umgeben wird Étréchy von den Nachbargemeinden Azy im Norden, Groises im Nordosten, Lugny-Champagne im Osten, Chaumoux-Marcilly im Osten und Südosten, Gron im Süden, Villabon im Südwesten, Brécy im Südwesten und Westen sowie Rians im Nordwesten.

## Bevölkerungsentwicklung
| Jahr                       | 1962 | 1968 | 1975 | 1982 | 1990 | 1999 | 2010 | 2019 |
| Einwohner                  | 595  | 596  | 487  | 448  | 453  | 419  | 431  | 427  |
| Quellen: Cassini und INSEE |      |      |      |      |      |      |      |      |

## Sehenswürdigkeiten
- Kirche Saint-Germain aus dem 13. Jahrhundert, erstmals 1139 erwähnt
- Schloss Astilly aus dem 15. Jahrhundert

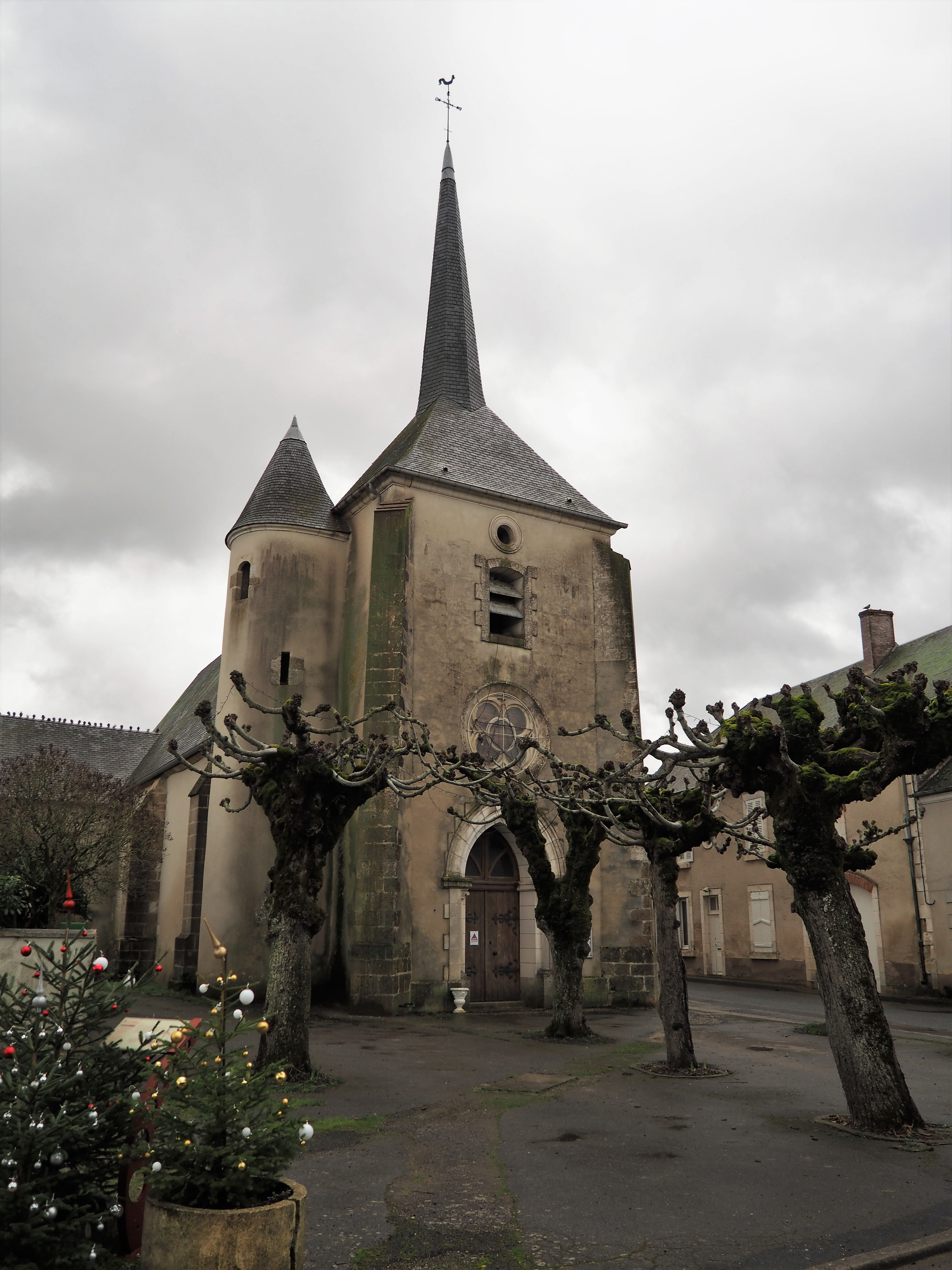
Kirche Saint-Germain

- Rathaus von 1909

## Persönlichkeiten
- Guy Bethery (1922–1983), Radrennfahrer